# Хинце, Петра
Петра Хинце (нем. Petra Hinze; род. 20 апреля 1955, Ауэ, Рудные Горы) — восточногерманская лыжница, призёрка чемпионата мира.

## Карьера
На чемпионате мира-1974 в Фалуне завоевала серебро в эстафетной гонке в команде вместе с Сигрун Краузе, Барбарой Петцольд и Вероникой Шмидт.
На Олимпийских играх не выступала, и других значимых достижений в карьере не имеет.